# Melodije morja in sonca 2018
38. festival Melodije morja in sonca je potekal 14. julija 2018 v Amfiteatru Avditorija Portorož, z neposrednim prenosom na Radioteleviziji Slovenija. Vodili sta ga Lorella Flego in Bernarda Žarn. Umetniški direktor festivala je bil Slavko Ivančić. Festival je nastal v soorganizaciji RTV Slovenija, Avditorija Portorož in Občine Piran.
Šov program, za katerega je besedilo napisal Drago Mislej - Mef, je bil posvečen Bertiju Rodošku, ki velja za očeta festivala. V njem so nastopili Oto Pestner ("Tople julijske noči" in "Nazaj v Metropol"), Isaac Palma ("Portorož 1905" in "Dve besedi") in Klemen Orter ("Zaprta v grad" in "Črta"), povezoval pa ga je gledališki igralec Primož Forte - Gušto.
Festival je spremljala pregledna razstava ob 40. obletnici njegove prve izvedbe, ki so jo pripravili študenti Fakultete za turistične študije iz Portoroža in Fakultete za humanistične študije.
Slavila je Lea Sirk s skladbo "Moj profil".

## Javni razpis
Javni razpis je bil objavljen 5. marca 2018, zbiranje prijav pa je potekalo do 25. aprila. Med drugim je določal:
- posamezni avtorji lahko prijavijo največ dve avtorski deli (skladba, besedilo in aranžma)
- skladba je lahko dolga največ 4 minute in mora biti v slovenskem oziroma italijanskem jeziku
- na odru lahko nastopi največ 7 izvajalcev
- skladbe bodo izvedene v živo ob spremljavi MMS banda (spremljevalna skupina)
- vsi izvajalci morajo do 14. julija dopolniti najmanj 16 let
- pesem (ali posnetek njene izvedbe) predhodno ne sme biti javno predvajana ali objavljena

Na razpis je prispelo 85 prijav. Strokovna komisija v sestavi Slavko Ivančić (predsednik komisije), Dragica Petrovič, Mojca Menart, Blaž Maljevac in Gregor Stermecki je za festival izbrala 14 skladb: 7 ali več izbranih na javnem razpisu (izbira strokovna komisija) in 7 ali manj povabljenih avtorjev ali izvajalcev (ki jih izbere Organizacijski odbor festivala). Strokovna komisija je med prijavami izbrala tudi 3 rezervne skladbe, in sicer:
| #  | Izvajalec          | Naslov pesmi            | Avtor glasbe, besedila, aranžmaja                |
| -- | ------------------ | ----------------------- | ------------------------------------------------ |
| 1. | Francesco Squarcia | "Amiamoci ancora"       | Francesco Squarcia (gb), Aleksandar Valenčić (a) |
| 2. | Vita Jordan        | "Morje trme in ponosa"  | Marino Legovič (ga), Leon Oblak (b)              |
| 3. | Tanja Srednik      | "Mi žalost ne pristaja" | Anže Vrabec (ga), Srečko Čož (b)                 |

## Tekmovalne skladbe
| #   | Izvajalec               | Naslov pesmi                            | Avtor glasbe, besedila, aranžmaja                                         |
| --- | ----------------------- | --------------------------------------- | ------------------------------------------------------------------------- |
| 1.  | Steffy                  | "Pa sem šla"                            | Marko Hrvatin (ga), Mitja Bobič (ga), Steffy (b), Jan Baruca (a)          |
| 2.  | Bogdan                  | "Kanela"                                | Bogdan (gba)                                                              |
| 3.  | The Plut Family         | "Hej, DJ"                               | Alex Volasko (ga), Saša Lešnjek (b)                                       |
| 4.  | Proteus                 | "Odklop"                                | Polona Bizjak - Pikaja (gb), Proteus (a)                                  |
| 5.  | Mila                    | "Jaz bi šla naprej"                     | Denis Horvat (ga), Hamo (b)                                               |
| 6.  | Swing Deal              | "Passi nel blu"                         | Giovanna Rados (gb), Lucy Passante Spaccapietra (gb), Denis Beganovič (a) |
| 7.  | Laurylin & Jan Bogatič  | "Sanjal bom"                            | Amanda Vidic (gb), Samo Turk (a), Luka Kuhar (a), Andrej Marinčič (a)     |
| 8.  | Manca Špik              | "Kjer pomol poljubi morje"              | Raay (ga), Rok Lunaček (b), Krešimir Tomec (a)                            |
| 9.  | Lea Sirk                | "Moj profil"                            | Lea Sirk (gba), Tomy DeClerque (ga)                                       |
| 10. | Irena Vrčkovnik in MJAV | "Številka srca"                         | Aleš Klinar (ga), Irena Vrčkovnik (ba)                                    |
| 11. | Klapa Semikantá         | "Tvoja lepota"                          | Erik Prašnikar (gb), Davorin Lovrečič (a)                                 |
| 12. | Prifarski muzikanti     | "Vrni se, srce"                         | Žiga Bižal (gb), Miha Gorše (a)                                           |
| 13. | Ana Štokelj             | "Lahko bi mi povedal (da me nimaš rad)" | Jadran Ferjančič (ga), Drago Mislej (b)                                   |
| 14. | Kalamari                | "Z mano se ne da"                       | Darjan Gržina (g), Angelo Misterioso (b), Matjaž Švagelj (a)              |

Izvajalce je v živo spremljal festivalski bend pod vodstvom Tomija Purića.

## Glasovanje za veliko nagrado festivala
O zmagovalcu (prejemniku velike nagrade festivala) so z enako težo (25 %) odločali glasovi:
- strokovne žirije (člani so navedeni spodaj),
- 6 radijskih postaj (1. program Radia Slovenija, RA Koper, RA Maribor, RA Celje, RA Murski val in RA Sora),
- občinstva v Avditoriju (glasovanje s posebnimi glasovalnimi vstopnicami) ter
- gledalcev in poslušalcev (televoting).

| Pesem                                                 | A  | B  | C  | D  | Σ  | Mesto |
| ----------------------------------------------------- | -- | -- | -- | -- | -- | ----- |
| "Pa sem šla" (Steffy)                                 | 6  | 12 | 1  | 2  | 21 | 4.    |
| "Kanela" (Bogdan)                                     |    |    | 4  | 3  | 7  | 13.   |
| "Hej, DJ" (The Plut Family)                           | 1  | 7  | 3  | 1  | 12 | 9.    |
| "Odklop" (Proteus)                                    | 7  | 3  |    |    | 10 | 11.   |
| "Jaz bi šla naprej" (Mila)                            | 2  | 10 |    |    | 12 | 8.    |
| "Passi nel blu" (Swing Deal)                          | 8  |    | 5  |    | 13 | 7.    |
| "Sanjal bom" (Lauryln & Jan Bogatič)                  | 4  | 2  |    | 4  | 10 | 12.   |
| "Kjer pomol poljubi morje" (Manca Špik)               | 10 | 5  | 8  | 12 | 35 | 2.    |
| "Moj profil" (Lea Sirk)                               | 12 | 8  | 12 | 7  | 39 | 1.    |
| "Številka srca" (Irena Vrčkovnik in Mjav)             |    | 4  | 6  | 6  | 16 | 6.    |
| "Tvoja lepota" (Klapa Semikantá)                      | 3  | 6  | 10 | 10 | 29 | 3.    |
| "Vrni se, srce" (Prifarski muzikanti)                 | 5  | 1  | 2  | 8  | 16 | 5.    |
| "Lahko bi mi povedal (da me nimaš rad)" (Ana Štokelj) |    |    | 7  | 5  | 12 | 10.   |
| "Z mano se ne da" (Kalamari)                          |    |    |    |    | 0  | 14.   |

Veliko nagrado Melodij morja in sonca 2018 je osvojila Lea Sirk.

## Nagrade strokovne žirije
Strokovna žirija v sestavi Marta Zore (predsednica), Patrik Greblo, Dajana Makovec, Alesh Maatko in Damjan Levec - Eperatrizz je podelila 4 nagrade:
- za glasbo: Lea Sirk in Tomy Declerque za pesem "Moj profil"
- za besedilo: Bogdan za pesem "Kanela"
- za izvedbo: Manca Špik
- nagrada Danila Kocjančiča (za obetavnega izvajalca oz. avtorja): Proteus

## Gledanost
Prenos festivala je v povprečju spremljalo 8,4 % oz. 158.700 gledalcev, starejših od 4 let, kar je predstavljalo 35 % takratnih gledalcev pred televizijskimi zasloni. Vsaj minuto prenosa si je ogledalo 408.000 ali 21,6 % različnih gledalcev, starejših od 4 let.